# Wolfgang Becker (Politiker)
Wolfgang Becker (* 18. Januar 1938 in Wanne-Eickel) ist ein deutscher Politiker (SPD).

## Leben
Nach dem Abitur am Gymnasium studierte Becker von 1958 bis 1964 Elektrotechnik, Evangelische Theologie und Germanistik an den Universitäten in Hannover, Bonn und Münster. Er beendete sein Studium mit dem Staatsexamen für das Lehramt und trat anschließend als Realschullehrer in den Schuldienst der Stadt Wanne-Eickel ein. Von 1975 bis 1995 war er als Rektor an der Realschule Strünkede in Herne tätig. Becker ist verheiratet, hat drei Söhne und mehrere Enkelkinder.
Becker ist Mitglied der SPD. Er war seit 1948 Ratsherr der Stadt Herne und dort von 1989 bis 1994 Vorsitzender der SPD-Fraktion.
Becker amtierte von Oktober 1994 bis Oktober 2004 als Oberbürgermeister der Stadt Herne. Seit dem 1. August 1995, nachdem das Oberstadtdirektorenamt aufgelöst wurde, war er erster hauptamtlicher Oberbürgermeister. Nach seiner Pensionierung widmet er sich hauptsächlich karitativen Gruppen, in der Hauptsache der Herner Tafel.